# Dyrkningssystem
Ved dyrkningssystem forstås den måde agerjorden, det vil sige det dyrkede land, behandles på for at opnå en fast og sikker afgrøde. Dyrkningssystemet beror på den samlede landbrugsdrift, det vil sige agerbrug og/eller husdyrhold.
Hvilket dyrkningssystem, der anvendes et givet sted, vil afhænge af mange forhold: for det første hvilke(n) afgrøde(r), der ønskes dyrket. For det andet de stedlige jordbundsforhold og klimatiske forhold. Yderligere, om der indgår husdyrhold i driften, om driften forestås af en enkelt ejendom eller inden for rammerne af et dyrkningsfællesskab samt afsætningsforholdene: om afgrøderne anvendes til egen fødevareforsyning eller til salg (herunder også salg af afgrøder til fx industrielle formål). Endelig indgår der en tidsfaktor: i perioden indtil mellemkrigstiden var det mangesidige landbrug bestående af både afgrødedyrkning og husdyrhold som regel fremherskende, men især efter 2. verdenskrig er der sket en tiltagende specialisering enten til det ene eller det andet. Ligeledes er størrelsen af de enkelte bedrifter som hovedregel vokset. En medvirkende faktor i udviklingen over tid er, at inddragelse af nye afgrøder (samt forædling af gamle), brug af nye teknikker, udvikling af nye maskiner og redskaber og mange andre forhold har bevirket, at tidligere tiders (det vil sige op til mellemkrigstiden) udbredte dyrkningssystemer i stor udstrækning er gledet ud af brug.

## Energi- og stofkredsløb
Al landbrugsdrift i dette ords bredeste betydning er i sidste ende et spørgsmål og stof- og energikredsløb. Når man dyrker en afgrøde for at høste den, udnytter den bestemte stoffer i jorden (fx kvælstof, fosfat og kalium). Dersom jorden ikke får erstatning herfor, vil der med tiden ske en udpining. For at opretholde en høj udnyttelsesgrad vil landbrugeren (den, der dyrker jorden) have flere muligheder, fx at skifte mellem forskellige afgrøder, idet belastningen derved kan flyttes fra et stof til et andet samtidig, som afgrøder kan frigøre stoffer til jorden således, at udpining ikke finder sted. En anden mulighed er at tilføre jorden stoffer kunstigt i form af gødning, og her er især dyriske affaldsstoffer i mange tilfælde glimrende egnede til dette formål. I tidligere tider var fx københavnsk natrenovation et højt værdsat gødningsmiddel. I nyere tid, det vil sige siden midten af 1800-tallet, har man udnyttet fugleekskrementer (kaldet guano) som gødning, og senere er gødning blevet fremstillet industrielt (kunstgødning). En tredje mulighed er løbende at udskifte det dyrkede areal fx ved at afbrænde skov og der efter opdyrke det afbrændte areal (svedjebrug).

## Former for landbrugsdrift (indtil mellemkrigstiden)
Man skelner sædvanlig mellem såkaldte ekstensive og intensive landbrugssystemer, og bestemmende for intensiteten er navnlig forbruget af arbejde og kapital i bedriften. Under meget primitive forhold er især kapitalforbruget lille, og den anvendte arbejdskraft har først og fremmest en direkte udnyttelse af jordens naturlige produktionskraft for øje. Efterhånden, som landbruget skrider frem i udvikling, bliver kapitalanvendelsen større, og arbejdets opgave ændres mere i retning af planmæssig ledet anvendelse af den indskudte kapital for der igennem at forøge produktionen. Som hovedregel kan det siges, at jo gunstigere produktions- og afsætningsvilkår er, desto større forbrug af kapital og arbejde vil vise sig lønnende, men forholdene i så henseende kan veksle fra tid til anden, og navnlig er forholdet mellem produktionspris og afsætningspris for landbrugets produkter vekslende. Jo gunstigere dette forhold stiller sig, desto intensivere drift vil man med fordel kunne gennemføre.
Under opadgående konjunkturer sker der ofte en udvikling i retning af større intensitet og omvendt under nedadgående priser; men bevægelsen fra intensiv til ekstensiv drift vanskeliggøres derved, at en del af den under gunstige konjunkturer anvendte kapital kræver omtrent samme beløb til forrentning og amortisation, hvad enten driften er ekstensiv eller intensiv, og navnlig i det mindre landbrug vil overgang til ekstensive driftsformer ofte være udelukket, fordi produktionen pr arealenhed derved ofte kommer for langt ned i forhold til anlægskapitalens størrelse.

### Ekstensive landbrugssystemer

#### Ekstensive græsningsbrug
Græsningskultur giver gennemgående den mest ekstensive drift. I særdeleshed gælder dette om udnyttelsen af naturlige græsningsarealer, der enten på grund af ugunstige jordbunds- eller klimaforhold kun giver en sparsom eller periodisk lidet værdifuld græsvegetation: ørken- og steppegræs fx, der udnyttes gennem afgræsning. Det mest nøjsomme ørkendyr er kamelen; den har derfor været et vigtigt husdyr for de arabiske og syriske nomadestammer. Under lidt gunstigere forhold kommer får og geder til (således i Australien og Sydamerika) og endelig, hvor græsvæksten er rigeligere, kvæget (de russiske og amerikanske steppebrug).
Mest ekstensiv er som regel nomadedrift: den kræver ingen bygnings- eller redskabskapital ud over teltene og kun forholdsvis lidt arbejde, men den forudsætter rådighed over eller adgang til meget store arealer i forhold til husdyrbestanden. Det samme er for øvrigt som regel tilfældet ved steppedriften, hvor bygningskapitalen ligeledes er meget lille, og hvor arbejdsforbruget ofte er endnu mindre end ved nomadedrift: 1 mand pr 1.000 stykker kvæg eller 4—6.000 får. Hovedproduktionen er for kvæget kød og for fåret uld. Systemet kræver i sin udprægede form ubetinget stordrift for at trives (10—15.000 stykker kvæg og flere hundrede tusinde får) samt et klima, der tillader ophold i fri luft, og hårdføre racer.
Mindre ekstensive græsningsbrug træffer man i bjerglande, hvor kvæg og geder en del af året græsser på udstrakte fjeldgræsgange, men da dalgræsning eller staldfodring til andre tider er nødvendig, kræves betydelig bygningskapital, lige som kreaturernes pleje og bjergningen af deres vinterfoder også forudsætter et langt større arbejdsforbrug end ved nomade- eller steppebrug, og da hovedproduktionen sædvanlig er mælk, stiller dennes udnyttelse også krav både til arbejde og kapital. Hvis dertil knyttes opdræt og salg af avlsdyr, står man på overgang til virkelig intensive græsningsbrug.

#### Ekstensive kornbrug
Næst efter græsningskultur er kornavl under stordrift et forholdsvis ekstensivt landbrugssystem. En sådan drift er forekommet i de vestlige stater af Nordamerika og til dels i Australien. Særlig udpræget fremtræder ekstensiteten i egne med så ringe nedbør, at der kun kan tages afgrøde hvert andet år (dry farming). Den omhyggelige jordbearbejdning, som er nødvendig for at holde på fugtigheden, kræver dog ret betydelig trækkraft, mens forbruget af menneskelig arbejdskraft er meget ringe (1 mand pr 100 ha) og bygningsbehovet ligeledes, da afgrøden tærskes på marken ved hjælp af store kombinerede meje- og tærskemaskiner, hvor efter kernen straks bringes til de store kornhuse, mens halmen ofte brændes.
En nogenlunde tilsvarende drift har man kunnet finde mange steder i Californien, kun at hveden i hovedsagen erstattes af byg, og forskellige foderplanter (lucerne og kløver) spiller en større rolle, hvilket også er tilfældet i vest-centralstaterne, hvor majsen er langt den vigtigste afgrøde. Her har stordriften ikke været så fremtrædende som i de nordvestlige stater, og landbrugets intensitet i det hele betydelig større, men et fællestræk for alle de amerikanske kornbrug har været den overordentlig sparsomme anvendelse af menneskelig arbejdskraft, mens maskinanvendelsen har nået den højest mulige fuldkommenhed.
I modsætning hertil kan nævnes de ekstensive kornbrug, der før 1. verdenskrig forekom i Sydrusland og på Balkan, hvor jorden var forholdsvis stærkt udstykket, og hvor den forhåndenværende menneskelige arbejdskraft var rigelig, mens til gengæld manglen på kapital var meget iøjnefaldende, hvilket blandt andet gav sig udslag i anvendelsen af meget primitive redskaber og mangelfuld gødskning, som trods de gunstige naturlige betingelser holdt udbyttet nede. Hertil bidrog også det mange steder herskende jordfællesskab, som til dels var en hindring for tekniske fremskridt.
Sædskiftet var ofte her det gamle trevangsbrug, hvor 2/3 af marken dyrkes med korn, mens 1/3 henlå som naturligt græs, men efterhånden, som jorden udskiftedes, gik man samtidig over til mere tidssvarende agerbrugssystemer med anvendelse af kløver, bælgsæd og rodfrugt som mellemkulturer, og driften blev derved mere intensiv både med hensyn til arbejds- og kapitalanvendelse (forbedret trevangsbrug).

### Intensive Driftsformer

#### Intensive græsningsbrug
Om end græsningsbrug altid er relativt ekstensive med hensyn til arbejdsforbrug, kunne man dog under meget gunstige jordbunds- og klimaforhold, for eksempel i den nordtyske og hollandske marsk samt i Nordfrankrig, Belgien og England, tidligere finde relativt intensive landbrugssystemer, hovedsagelig baserede på græsningskultur, men med et meget stort kreaturhold. De naturlige betingelser for græsvækst er i marsken så gunstige, at vedvarende græskultur ubetinget forekom at være den mest lønnende drift, til dels også fordi de svære, lerede jorder ved agerkultur kræver forholdsvis stærk bearbejdning, hvorved arbejdsforbruget bliver 2—3 gange så stort som ved græskultur. Ofte kunne indtil 80—90 % af arealet henligge som vedvarende græs, men dette har dog varieret meget, og som hovedregel kan siges, at jo sværere marsk, desto mindre agerkultur.
Hovedproduktionen i de mest udprægede marskegne har været kvægfedning. I de bedste græsfenner kunne der tidligere i løbet af 5—6 måneder produceres 6—700 kg tilvækst pr ha, hvilket under gunstige prisforhold gav en meget betydelig indtægt med forholdsvis små arbejds- og gødningsudgifter, men systemet krævede en ret betydelig kapitalstyrke, idet der hvert forår skulle indkøbes et stort antal kreaturer til græsfedning og salg i løbet af efteråret således, at sommerbestanden af kvæg var betydelig større end vinterbestanden.
Hvor marsken er mindre fed eller på grænsen af den såkaldte gest, spillede mælkeproduktionen en større rolle. Sædvanligvis var her en større procentdel af arealet under agerkultur, og forbruget af arbejdskraft og gødning derfor tiltagende, lige som det større kreaturhold i vinterhalvåret også krævede større og bedre indrettede stalde.
Hvad enten mælkeproduktion eller kødproduktion var hovedsagen, så har kvægholdet dannet tyngdepunktet i Nordsølandenes marskbrug, men ved siden heraf kunne forekomme et stort og lønnende hesteopdræt (Oldenburg) og undertiden et betydeligt fårehold. Det var således under normale forhold meget store kapitaler, der var bundet i besætningen såvel som i jord og bygninger. Jorden var nemlig meget kostbar, og velindrettede bygninger var nødvendige. Man kan derfor ud fra et kapitalsynspunkt med rette tale om en intensiv drift, og arbejdsforbruget var selv i de udprægede græsningsbrug heller ikke helt lille (10—12 mand pr 100 ha).

#### Intensive landbrugssystemer med overvejende agerkultur
I de fleste europæiske landbrugsdistrikter uden for Rusland og de dertil grænsende Østersøstater samt i store dele af USA har man kunnet finde et landbrugssystem, hvor største parten af den opdyrkede jord anvendtes til agerkultur under mere eller mindre intensive driftsformer. Intensitetsgraden har for en væsentlig del været afhængig af jordens naturlige frugtbarhed og af agermarkens procentvise benyttelse, idet de forskellige kulturer stillede meget forskellige fordringer både til arbejde og gødskning. Af de almindelige europæiske landbrugsplanter var rodfrugter og kartofler stærkest arbejdsforbrugende, idet deres behov var ca. 3 gange så stort som en kornafgrødes og 5—6 gange så stort som en græs- eller kløverafgrødes. Også med hensyn til gødskning var rodfrugterne meget fordringsfulde, og en udstrakt dyrkning af rodfrugter gav derfor altid en intensiv drift, så meget mere som der sædvanlig til dyrkning af rodfrugter var knyttet et stort kreaturhold.
I det nordvestlige Europa finder vi ofte et landbrugssystem, hvor indtil halvdelen af agermarken dyrkes med korn og den anden halvdel efter omstændighederne fortrinsvis med foderafgrøder (kløvergræs, lucerne, bælgsæd og foderroer) eller handels- og industriplanter (sukkerroer, cikorie, kartofler, olieplanter, spindeplanter samt frøafgrøder).
Som hovedregel kan man sige, at jo større kornareal og jo længere græsleje, desto ekstensivere drift, men jo større areal med rodfrugt eller handels- og industriplanter, desto større forbrug af menneskelig arbejdskraft og som regel også af kapital. For tilfredsstillelse af arbejdsbehovet var anvendelsen af sæsonarbejdere under sådanne forhold ofte nødvendig. Hvor foderafgrøder eller handelsafgrøder indtog indtil eller over halvdelen af arealet, var vekselbruget ofte det almindelige agerbrugssystem. Ved vekselbrug forstås et sædskifte med regelmæssig veksel mellem langstråede kornafgrøder og bredbladede, rækkesåede afgrøder, der tillader rensning og løsning af jorden under væksten. Helbrak hører derfor ikke hjemme i vekselbrug og heller ikke flerårigt græsleje.
Vekselbruget er fordringsfuldt både med hensyn til arbejds- og kapitalforbrug samt med hensyn til en omsorgsfuld og dygtig ledelse, og det kræver desuden gode afsætningsforhold enten for direkte salgsafgrøder eller for forædlede dyriske produkter. Sin største udbredelse har det haft i Vesteuropa, hvor klimaforholdene begunstigede denne driftsform, men også i Tyskland og det sydlige Skandinavien forekom det ret almindeligt, i Danmark særlig på de sydlige øer, Vestsjælland og Fyn, hvor sukkerroedyrkningen havde sin største udbredelse.
Hvor forholdene var mindre gunstige for en intensiv drift, var kobbelbruget eller et sædskifte, der står på overgangen mellem dette og vekselbruget, det mest almindelige agerbrugssystem. I sin oprindelige form hørte kobbelbruget navnlig hjemme i Holsten og var en videre udvikling af det gamle græsmarksbrug, som i århundreder havde været herskende i Nordtyskland og på den jyske halvø, marken var sædvanlig inddelt i 9—11 skifter, hvoraf efter omstændighederne indtil halvdelen eller noget færre blev dyrket med korn, mens resten henlå til græs.
Senere ændredes driften derhen, at man indførte brak forud for rækken af kornafgrøder, og ofte indskød man en rapsafgrøde mellem disse og brakken. Samtidig indskrænkedes antallet af græsmarker, og efterhånden kom man ind på dyrkningen af forskellige foder- eller handelsafgrøder mellem kornafgrøderne, hvorved fremkom de såkaldte blandede kobbelbrug eller veksel-kobbelbrug.
Det oprindelige kobbelbrug var en ret ekstensiv drift, men de senere anvendte former er betydelig mere intensive både med hensyn til arbejde og kapital. Intensiteten har til dels været afhængig af arten af mellemafgrøder og af græslejets varighed: jo kortere græsleje og jo kostbarere mellemkulturer, desto intensivere drift. Det blandede kobbelbrug var frem til mellemkrigstiden den mest almindelige drift i Danmark og stundom lige så intensivt som det rene vekselbrug, navnlig hvor kreaturhold og svinehold er stort, og hvor den hjemlige produktion af foderafgrøder suppleredes med et stort indkøb af kraftfoder, som gennem kreaturholdet omsattes til forædlede dyriske produkter, eller hvor der dyrkedes kostbare frøafgrøder, større arealer med sukkerroer og lignende.

### Meget intensive landbrugssystemer

#### Agerbrug med dobbeltkulturer
Under meget gunstige klimatiske forhold, og hvor man har rigelig arbejdskraft, kan det lade sig gøre at høste 2 eller flere afgrøder på samme areal og i samme år. En sådan drift blev gennemført fx i de belgiske småbrug, hvor landmanden selv og hans familie udførte hele arbejdet, og hvor det var af yderste vigtighed at fremskaffe så stort et bruttoudbytte som muligt. Som følge heraf anvendtes foruden staldgødning og ajle ofte meget store mængder kunstgødning, og det årlige kapitalforbrug blev derved også stort, så meget mere som der ofte tillige haves et stort kreaturhold (kvæg og svin) med opfodring af indkøbt kraftfoder. Andre steder var det fortrinsvis handelsafgrøder, der dyrkedes som mellemkulturer (spindeplanter fx hør, tobak, havesager etc.). Den intensive jordbenyttelse muliggjorde trods jordens tarvelige grundbeskaffenhed, at flittige og nøjsomme småbrugere kunne skaffe sig en selvstændig eksistens på landbrug med et areal af kun 1 1/2—2 ha.
Systemet fandt navnlig anvendelse, hvor jorden er meget dyr og arbejdskraften billig. I Sydtyskland og Italien forekom lignende former for intensiv jordbenyttelse, mens de tropiske lande undertiden frembød eksempel på dobbeltkulturer af en noget anden art, idet der fx i kaffeplantager forekom mellemkulturer af bønner, majs og kapok.

#### Landbrugssystemer med have- og frugtkulturer
Nær større byer forekom ofte landbrugssystemer med en meget intensiv dyrkning af havesager til direkte salg. Havekultur var som helhed den mest intensive benyttelse af jorden, og hvor afsætningsfornoldene var gunstige, kunne der selv på jorder af tarvelig grundbeskaffenhed opnås et større bruttoudbytte pr arealenhed end ved noget andet landbrugssystem. Men systemet forudsætter maksimumsanvendelse af arbejde og gødskning, og prisen, som skal betales herfor, vil selvfølgelig i nogen grad blive bestemmende for rentabiliteten, selv om afsætningsbetingelserne altid er det vigtigste. Da mange havekulturer har en forholdsvis kort voksetid, kan der under gunstige klimaforhold også ved denne drift hyppigt blive tale om 2 eller flere afgrøder samme år, hvilket er af meget stor betydning, da jordprisen nær store byer som oftest er meget høj.
Lang forsendelse af havesager har som regel ikke været lønnende, dels fordi fragten ville blive for høj, dels fordi produkterne tabte for meget i kvalitet. Ved omhyggelig pakning kunne der dog bødes meget herpå, og den lavere jordpris fjernere fra byen kunne undertiden fuldstændig opveje udgiften ved pakning og forsendelse. Under fare for overproduktion og prisfald var de fjernest boende producenter dog som regel uheldigst stillet.
Intensive frugtfarme kan ligeledes give et meget stort bruttoudbytte og meget stor fortjeneste. I Sydcalifornien fx forekom appelsin- og citronfarme med kun 2—3 ha og, til en værdi af 15—20.000 kroner pr ha. Intensiteten skyldtes her den store kapital, som var bundet i de bæredygtige træer, mens jordens bearbejdning og gødskning sædvanligvis ikke var særlig intensiv. Derimod krævede plukningen af frugterne samt disses sortering, pakning og forsendelse et stort arbejde, men dette arbejde såvel som salget besørgedes som regel af kooperative pakkerier.
Også andre træfrugtplantager kunne i mere tempererede klimaer (Nordcalifornien, Australien, Sydtyskland og flere andre steder) danne grundlag for en meget intensiv drift, men som regel var de dog langt mindre kapitalintensive end vin- og sydfrugtplantager.

### Landbrugssystemer med meget stort kreaturhold
Hvor afsætningsbetingelserne for frisk mælk til høj pris var særdeles gunstige, og adgangen til billige foderstoffer lettede produktionen heraf, kunne man undertiden nær byerne se en drift med usædvanlig stort kohold i forhold til arealet (2—3 køer pr ha eller mere). Sædvanlig var driften den, at der indkøbtes kælvekøer, som efter kælvningen mælkefededes og solgtes til slagtning. Køerne var som oftest på stald hele året, og det til rådighed værende areal dyrkedes meget intensivt med stærkt producerende foderafgrøder, der suppleredes ved indkøb af kraftfoder, affaldsfoder (mask, bærme og lignende) samt eventuelt halm og roer.
Driften krævede megen kapital, dels bundet i bygninger og besætning, dels til indkøb af foderstoffer med mere, og forbruget af arbejdskraft var også betydeligt, men under gunstige forhold og handelskyndig ledelse kunne driften også give et stort udbytte. Noget lignende gjaldt om et i forhold til arealet meget stort svine- eller fjerkræhold, der navnlig i det mindre landbrug kunne bidrage til i høj grad at forøge intensiteten såvel med hensyn til arbejde som til kapitalanvendelse.
Risikoen ved de meget kreatur intensive bedrifter ligger dels i faren for pludseligt konjunkturfald, hvilket navnlig kan forekomme inden for flæskeproduktionen og give store tab, hvor denne fortrinsvis er baseret på indkøbte foderstoffer, dels i muligheden for tab ved smitsomme sygdomme (tuberkulose, smitsom kalvekastning, mund- og klovsyge, svinets rødsyge og lignende), som man enten slet ikke eller kun ved meget høje omkostninger kan sikre sig imod.

### Kvægløst landbrug
Under betegnelsen kvægløst landbrug forstås sædvanlig en drift helt eller delvis uden kreaturhold, idet husdyrbestanden indskrænkes til, hvad der er nødvendigt for jordens bearbejdning og husholdningens daglige forsyning.
I Østen er en sådan drift tidligere forekommet ganske almindeligt, fx i Japan eller Kina, men når man i almindelighed taler om kvægløst landbrug, tænkes nærmest på landbrug, hvor betingelserne for et større kreaturhold i og for sig er til stede, men hvor man af økonomiske grunde foretrækker helt eller delvis kvægløst brug.
I Tyskland og til dels i Sydskandinavien var der i begyndelsen af det 20. århundrede været en bevægelse i denne retning, navnlig i de nordvesttyske sandjordsegne, men til dels også under gunstigere jordbundsforhold (Sachsen, Skåne og de danske øer). Som fordele ved denne drift anførtes som regel, at den økonomiske risiko er mindre end ved stort kreaturhold, at arbejdsudgifterne ligeledes kunne nedbringes betydeligt, og at vanskelighederne ved folkeholdet i det hele formindskedes derved, at kvægets røgt og pleje — herunder navnlig malkning — var bortfaldet.
Det sidste er naturligvis rigtigt, men hvorvidt arbejdsforbruget i det hele kunne indskrænkes, afhænger for øvrigt af hvilke kulturer, der dyrkedes. Hvor korndyrkning, græsfrøavl og lignende spillede hovedrollen, blev arbejdsforbruget relativt lille, men hvor sukkerroer, kartofler, roefrøavl og forskellige andre handelsafgrøder var stærkt fremtrædende, blev driften ret arbejdsintensiv, og der måtte selvfølgelig altid anvendes store summer til indkøb af, kunstig gødning, hvis jordens frugtbarhed skulle opretholdes.
Dette var en af ulemperne ved den kvægløse drift. Hvor de klimatiske forhold var gunstige, kunne der bødes meget derpå ved dyrkning af kvælstofsamlende grøngødningskulturer, dels som helsommerafgrøder, dels som efterårskulturer, hvilket som regel gav den billigste kvælstofproduktion. I Nordtyskland, Holland og Belgien anvendtes denne fremgangsmåde med stor fordel, i Danmark kneb det mere med at få efterårsafgrøderne til at lykkes, men planter som sneglebælg og serradela kunne dog anvendes med held og formindske indkøbet af kvælstofgødning betydeligt. Skal jordens frugtbarhed opretholdes alene ved anvendelse af kunstgødning, kræves der meget store tilskud, og kun når forholdet mellem kunstgødningspris og afgrødepriser er nogenlunde gunstigt, kan driften blive rentabel.
En anden vanskelighed ved det kvægløse landbrug ligger i afsætning af de mere voluminøse planteprodukter: hø, halm, kartofler og lignende. I nærheden af store byer var disse vanskeligheder mindst, men hvor det kvægløse landbrug vandt større udbredelse, krævedes der industrielle virksomheder som stivelsesfabrikker, brænderier, pap- og papirfabrikker for at sikre en regelmæssig afsætning, og da forudsætningerne for sådanne virksomheder tildels manglede her i landet, havde det kvægløse landbrug ringe udsigt til nogen større udbredelse. Hertil bidrog også jordens relativt stærke udstykning, thi kvægløst landbrug under de former, som passede til Danmark, trivedes bedst sammen med en driftsstørrelse, der tillod fuld udnyttelse af arbejdsbesparende maskiner og redskaber.

## Dyrkningssystemer og deres udbredelse i Danmark
Der kan skelnes mellem dyrkningssystemer under dyrkningsfællesskabet og dyrkningssystemer efter landboreformerne.

### I dyrkningsfællesskabets tid
Under landsbyfællesskabet fandtes to overordnede dyrkningssystemer, vangebrug og græsmarksbrug. Vangebruget, der fortrinsvis fandtes i landets østlige dele, var kendetegnede ved, at bymarken (den dyrkede jord) var inddelt i et antal vange adskilte af gærder, grøfter, volde eller diger af sten og jord, der igen var inddelte i åse eller fald, som igen var underinddelte i agre. Princippet var, at hver af vangene enten var besået med en bestemt afgrøde eller lå fælled, det vil sige var udlagt til græsning og dyrkningsmæssig hvilke. Besåningen skiftede fra år til år, hvilket kaldtes for rotationen. Agrene tilhørte de enkelte gårde, og princippet var, at hver går skulle have sin ager i hver ås og i alle vangene således, at alle i princippet havde lige andel i gode og dårlige jorder. Græsmarksbrug var inddelte i tægter, der kunne besås og få tilført gødning eller være udlagt til græs. Rotationen var betydeligt længere, fx 10 år, således kunne sædskiftet være byg-rug-rug-havre-havre efterfulgt af 5 års udlæg til græs.
Disse overordnede dyrkningsmåder var igen underinddelt i varianter med uens beliggenhed. Der skelnes i hovedsagen mellem:
- Alsædebrug, der forekom spredte steder rundt om i landet,
- Limfjords-systemet, en variant af græsmarksbrug i den vestlige del af Limfjorden,
- Tovangsbrug, udbredt sydvest for København og i dele af Østjylland,
- Lillebæltsystemet, en variant af tovangssystemet ved Lillebælt,
- Trevangsbrug, udbredt på det meste af Sjælland, Møn, Falster, Østlolland, store dele af Fyn og Århusegnen i Østjylland,
- Firevangsbrug på Vestlolland,
- Femvangsbrug på Vestlolland,
- Græsmarksbrug i hele Nord-, Midt- og Vestjylland med stedlige variationer.[11]

Der kan konstateres en stor geografisk overensstemmelse mellem dyrkningssystem og jordbundsforhold. Vangebrug og alsædebrug var udbredte i landets frugtbare dele, græsmarksbrug i landets mere sandede dele. Til gengæld må stedlige variationer tilskrives andre, fx administrative, forhold.

### Under og efter landboreformerne
Af dyrkningsformer taget i brug under landboreformtiden kan nævnes kobbelbrug.